# Andrea Parenti
Pour les articles homonymes, voir Parenti.
Andrea Parenti (né le 26 avril 1965 à Casalecchio di Reno, dans la province de Bologne, en Émilie-Romagne) est un archer italien.

## Biographie
Andrea Parenti dispute trois éditions des Jeux olympiques : ceux de 1988 à Séoul, ceux de 1992 à Barcelone et ceux de 1996 à Atlanta. C'est lors de ces derniers Jeux qu'il remporte une médaille de bronze par équipe.